# Amstel Gold Race 2018
53. edycja wyścigu kolarskiego Amstel Gold Race odbyła się 15 kwietnia 2018 na trasie o długości 263 km. Start wyścigu miał miejsce w Maastricht, a meta w Berg en Terblijt. Wyścig zaliczany był do światowego cyklu UCI World Tour 2018.

## Uczestnicy
Na starcie tego klasycznego wyścigu stanęło 25 zawodowych ekip, 18 drużyn UCI World Tour i 7 profesjonalnych zespołów zaproszonych przez organizatorów z tzw. "dziką kartą".
| Numery  | Kod | Drużyna              |
| ------- | --- | -------------------- |
| 1-7     | QST | Quick-Step Floors    |
| 11-17   | MTS | Mitchelton-Scott     |
| 21-27   | SKY | Team Sky             |
| 31-37   | MOV | Movistar Team        |
| 41-47   | SUN | Team Sunweb          |
| 51-57   | LTS | Lotto Soudal         |
| 61-67   | BMC | BMC Racing Team      |
| 71-77   | TLJ | Team LottoNL-Jumbo   |
| 81-87   | BOH | Bora-Hansgrohe       |
| 91-97   | TFS | Trek-Segafredo       |
| 101-107 | AST | Astana Pro Team      |
| 111-117 | KAT | Team Katusha-Alpecin |
| 121-127 | ALM | Ag2r-La Mondiale     |

| Numery  | Kod | Drużyna                         |
| ------- | --- | ------------------------------- |
| 131-137 | GFC | Groupama–FDJ                    |
| 141-147 | UAE | UAE Team Emirates               |
| 151-157 | EFD | EF Education First–Drapac       |
| 161-167 | DDD | Dimension Data                  |
| 171-177 | TBM | Bahrain-Merida                  |
| 181-187 | RNL | Roompot-Nederlandse Loterij     |
| 191-197 | ICA | Israel Cycling Academy          |
| 201-207 | ABS | Aqua Blue Sport                 |
| 211-217 | SVB | Sport Vlaanderen–Baloise        |
| 221-227 | WGG | Wanty-Groupe Gobert             |
| 231-237 | VCC | Vital Concept Cycling Team      |
| 241-247 | NIP | Nippo-Vini Fantini-Europa Ovini |

## Klasyfikacja generalna
| M-ce | Imię i nazwisko    | Kraj              | Drużyna                   | Czas        |
| ---- | ------------------ | ----------------- | ------------------------- | ----------- |
| 1.   | Michael Valgren    | Dania             | Astana Pro Team           | 6h 40' 07"" |
| 2.   | Roman Kreuziger    | Czechy            | Mitchelton-Scott          | + 0"        |
| 3.   | Enrico Gasparotto  | Włochy            | Bahrain-Merida            | + 2"        |
| 4.   | Peter Sagan        | Słowacja          | Bora-Hansgrohe            | + 19"       |
| 5.   | Alejandro Valverde | Hiszpania         | Movistar Team             | + 19"       |
| 6.   | Tim Wellens        | Belgia            | Lotto Soudal              | + 19"       |
| 7.   | Julian Alaphilippe | Francja           | Quick-Step Floors         | + 19"       |
| 8.   | Jakob Fuglsang     | Dania             | Astana Pro Team           | + 23"       |
| 9.   | Lawson Craddock    | Stany Zjednoczone | EF Education First–Drapac | + 30"       |
| 10.  | Jelle Vanendert    | Belgia            | Lotto Soudal              | + 36"       |
|      |                    |                   |                           |             |
| 31.  | Michał Kwiatkowski | Polska            | Team Sky                  | + 2' 11"    |
| 80.  | Michał Gołaś       | Polska            | Team Sky                  | + 3' 26"    |
| 82.  | Tomasz Marczyński  | Polska            | Lotto Soudal              | + 3' 26"    |
| -    | Łukasz Wiśniowski  | Polska            | Team Sky                  | DNF         |